# Ольховка (Новосибирская область)
Ольховка — посёлок в Чистоозёрном районе Новосибирской области. Входит в состав городского поселения рабочий посёлок Чистоозёрное.

## География
Площадь посёлка — 25 гектаров.

## История
В 1976 г. Указом Президиума ВС РСФСР посёлок  училища механизации переименован в Ольховка.

## Население
| 2002 | 2007 | 2010 |
| ---- | ---- | ---- |
| 187  | ↘157 | ↘152 |

## Инфраструктура
В посёлке по данным на 2007 год функционирует 1 учреждение здравоохранения и 2 учреждения образования.